# Fitossociologia
Fitossociologia é o estudo das características, classificação, relações e distribuição de comunidades vegetais naturais. Os sistemas utilizados para classificar estas comunidades denominam-se sistemas fitossociológicos. A fitossociologia visa obter variáveis quantitativas sobre as vegetações do planeta.  
Originalmente, os estudos botânicos se restringiam apenas às coletas florísticas, onde as espécies de um dado local eram coletadas, ilustradas e descritas. Entretanto, para se comparar objetivamente a vegetação de duas ou mais áreas é preciso que variáveis numéricas sejam coletadas sobre cada indivíduo que ocorra nas unidades amostrais. Na fitossociologia, para se obter variáveis comparáveis, é preciso se estabelecer unidades amostrais e um critério de inclusão. Todos os indivíduos que ocorrem nas unidades amostrais e atingem o critério de inclusão adotado têm variáveis alométricas registradas. Normalmente, se coleta como informação o diâmetro e altura das plantas que atingem o critério de inclusão estabelecido. Pelo diâmetro e altura se pode calcular a área basal de cada indivíduo, bem como seu volume. E pelo número de indivíduos de cada espécie que ocorrem nas unidades amostrais, é possível calcular a frequência de cada espécie na comunidade. As unidades amostrais mais comuns são as parcelas e os pontos quadrantes. As parcelas são uma figura geométrica (normalmente um quadrado ou retângulo) de área conhecida que é estabelecida na vegetação. Todas as plantas dentro da parcela que atingem o critério de inclusão adotado são, então, registradas. Já os pontos quadrantes são um método sem área fixa. Estabelece-se um ponto na vegetação e divide-se a área ao redor desse ponto e quatro quadrantes. Em cada um dos quadrantes, registra-se a planta mais próxima do ponto que atinge o critério de inclusão adotado. O número de indivíduos e a frequência de cada espécie amostrada, bem como suas áreas basais permitem o cálculo da tabela fitossociológica. 
O objetivo da fitossociologia é o de atingir um modelo empírico da vegetação suficientemente exato através da combinação da presença e dominância de determinados táxons de plantas que caracterizam de forma inequívoca cada unidade de vegetação. De acordo com os fitossociólogos, o conceito de unidade de vegetação (ou vegetacional) pode exprimir conceitos bastante abstractos de vegetação (como o conjunto de todas as florestas de folha perene do Mediterrâneo Ocidental).